# Eranina septuosa
Eranina septuosa är en skalbaggsart som först beskrevs av Maria Helena M. Galileo och Martins 2004. Eranina septuosa ingår i släktet Eranina och familjen långhorningar.
Artens utbredningsområde är Panama. Inga underarter finns listade i Catalogue of Life.